# Ugori
Ugori su porodica riba koja pripada redu Anguilliformes (jeguljke). 

## Način života
Ovo su grabljive ribe koje love druge ribe kao što su bakalari, oslići i tabinje i to noću, dok se preko dana skrivaju.

## Razmnožavanje
Mriješćenje se obavlja u Atlantskom oceanu na velikim dubinama. Ženke imaju velike ovarije i proizvode veliki broj jaja, tako da ih može biti i do osam milijuna. Sva se jaja razvijaju u isto vrijeme i mogu težiti polovinu ukupne težine ribe. Iz oplođenih jaja razvijaju se larve u stadiju leptocefala koje odlaze prema stjenovitim priobalnim vodama. Kada se preobraze, hrane se dok ne postignu spolnu zrelost, a i tada dolazi do promjena u organizmu.
Žive pri obalama Europe i Sjeverne Amerike

## Rodovi
- Acromycter
- Ariosoma
- Bassanago
- Bathycongrus
- Bathymyrus
- Bathyuroconger
- Blachea
- Castleichthys
- Chiloconger
- Conger
- Congrhynchus
- Congriscus
- Diploconger
- Gnathophis
- Gorgasia
- Heteroconger
- Japonoconger
- Kenyaconger
- Leptocephalus
- Lumiconger
- Macrocephenchelys
- Ophisoma
- Parabathymyrus
- Paraconger
- Poeciloconger
- Promyllantor
- Pseudophichthys
- Pseudoxenomystax
- Rhechias
- Rhynchoconger
- Scalanago
- Uroconger
- Xenomystax